# Adane Girma
Adane Girma (ur. 25 czerwca 1985 w Auasie) – piłkarz etiopski grający na pozycji napastnika.

## Kariera klubowa
Swoją karierę piłkarską Adane rozpoczął w klubie Hawassa City SC z miasta Auasa. W jego barwach zadebiutował w 2004 roku w pierwszej lidze etiopskiej. W sezonie 2004/2005 zdobył z nim Puchar Etiopii, a w sezonie 2006/2007 został z nim mistrzem Etiopii.
W 2007 roku Adane przeszedł do Saint-George SA z Addis Abeby. W sezonach 2007/2008, 2008/2009, 2009/2010, 2011/2012, 2013/2014, 2014/2015, 2015/2016 i 2016/2017 wywalczył z nim osiem tytułów mistrza Etiopii. Wraz z Saint-George zdobył też dwa Puchary Etiopii (2011, 2016). W sezonie 2018/2019 był piłkarzem Hawassa City, a w sezonie 2019/2020 - Wolkite City FC.

## Kariera reprezentacyjna
W reprezentacji Etiopii Adane zadebiutował w 2006 roku. W 2013 roku został powołany do kadry na Puchar Narodów Afryki 2013.